# فرانك ووكر (لاعب كرة قاعدة)
فرانك ووكر (بالإنجليزية: Frank Walker)‏ هو لاعب كرة قاعدة أمريكي، ولد في 22 سبتمبر 1894 في Enoree, South Carolina ‏ في الولايات المتحدة، وتوفي في 16 سبتمبر 1974 في بريستول في الولايات المتحدة.

## وصلات خارجية
- فرانك ووكر على موقعبيزبول رفرنس.كوم (الدوري الرئيسي) (الإنجليزية)
- فرانك ووكر على موقعبيزبول رفرنس.كوم (الدوري الثانوي) (الإنجليزية)